# Morena Baccarin
Morena Silva de Vaz Setta Baccarin (tiếng Bồ Đào Nha: [moˈɾenɐ bakaˈɾĩ] ⓘ; sinh ngày 2 tháng 6 năm 1979) là nữ diễn viên người Mỹ gốc Brazil. Cô nổi tiếng với các vai Inara Serra trong phim truyền hình khoa học viễn tưởng Firefly (2002–2003) và phim điện ảnh Serenity (2005), Vanessa trong sê-ri siêu anh hùng Deadpool (2016), Deadpool 2 (2018) và Deadpool & Wolverine (2024), Jessica Brody trong Homeland (2011–2013) và Leslie Thompkins trong Gotham (2015–2019). Với phim Homeland, cô được đề cử một giải Primetime Emmy hạng mục "Nữ phụ xuất sắc trong sê-ri phim chính kịch" năm 2013.

## Tiểu sử
Baccarin sinh ra tại thành phố Rio de Janeiro, Brazil, mẹ là diễn viên Vera Setta còn cha là nhà báo Fernando Baccarin. Họ nội gia đình cô là người gốc Veneto, Ý.

## Đời tư
Tháng 11 năm 2011, Baccarin kết hôn với đạo diễn, nhà làm phim người Mỹ Austin Chick. Tháng 10 năm 2013, họ sinh được một con trai. Tới tháng 7 năm 2015, Chick nộp đơn ly dị với lý do bất đồng không thể hòa giải. Ngày 18 tháng 3 năm 2016, Baccarin và Chick chính thức ly hôn.
Cũng trong khoảng thời gian Chick nộp đơn, Baccarin bắt đầu hẹn hò với đồng nghiệp Ben McKenzie đóng chung trong Gotham. Tháng 3 năm 2016, Baccarin và McKenzie sinh được một con gái. Tháng 11 năm 2016, cặp đôi thông báo đính hôn và sau đó chính thức kết hôn tại Brooklyn, New York vào ngày 2 tháng 6 năm 2017, trùng với ngày sinh nhật của cô. Tháng 3 năm 2021, cả hai chia sẻ đã sinh thêm được một con trai.

## Danh sách phim

### Điện ảnh
| Năm  | Tên                        | Vai                     | Ct            |
| ---- | -------------------------- | ----------------------- | ------------- |
| 2001 | Perfume                    | Monica                  |               |
| 2001 | Way Off Broadway           | Rebecca                 |               |
| 2002 | Roger Dodger               | Cô gái trong quán bar   |               |
| 2005 | Serenity                   | Inara Serra             |               |
| 2007 | Sands of Oblivion          | Giảng viên Alice Carter |               |
| 2008 | Death in Love              |                         |               |
| 2008 | Stargate: The Ark of Truth | Adria                   |               |
| 2009 | Stolen                     | Rose Montgomery         |               |
| 2011 | Look Again                 | Allison                 |               |
| 2014 | Back in the Day            | Lori                    |               |
| 2014 | Son of Batman              | Talia al Ghul           | Lồng tiếng    |
| 2015 | Spy                        | Karen Walker            |               |
| 2016 | Batman: Bad Blood          | Talia al Ghul           | Lồng tiếng    |
| 2016 | Deadpool                   | Vanessa Carlysle        |               |
| 2018 | Deadpool 2                 | Vanessa Carlysle        |               |
| 2019 | Framing John DeLorean      | Cristina Ferrare        |               |
| 2019 | Ode to Joy                 | Francesca               |               |
| 2020 | Greenland                  | Allison Garrity         |               |
| 2020 | To Your Last Death         |                         | Lồng tiếng    |
| 2021 | The Good House             | Rebecca McAllister      |               |
| 2022 | Last Looks                 | Lorena Nascimento       |               |
| 2023 | Fast Charlie               | Marcie Kramer           |               |
| 2024 | Deadpool & Wolverine       | Vanessa Carlysle        |               |
| 2024 | Elevation                  |                         | Hậu kỳ        |
| TBA  | Tropico                    | Lucia / Olivia          | Hậu kỳ        |
| TBA  | Greenland: Migration       | Allison Garrity         | Đang sản xuất |

### Truyền hình
| Năm             | Tên chương trình truyền hình      | Vai trò                                      | Ghi chú                                          |
| --------------- | --------------------------------- | -------------------------------------------- | ------------------------------------------------ |
| 2002–2003       | Firefly                           | Inara Serra                                  | 14 tập                                           |
| 2005            | It's Always Sunny in Philadelphia | Carmen                                       | Tập: "It's Always Sunny on TV" (không phát sóng) |
| 2005–2006       | Justice League Unlimited          | Dinah Laurel Lance/Black Canary (lồng tiếng) | 3 tập                                            |
| 2006            | The O.C.                          | Maya Griffin                                 | 3 tập                                            |
| 2006            | How I Met Your Mother             | Chloe                                        | Tập: "Swarley"                                   |
| 2006            | Justice                           | Lisa Cruz                                    | Tập: "Christmas Party"                           |
| 2006–2007       | Stargate SG-1                     | Adria                                        | 5 tập                                            |
| 2007            | Las Vegas                         | Sara Samari                                  | Tập: "The Burning Bedouin"                       |
| 2007            | Heartland                         | Y tá Jessica Kivala                          | 9 tập                                            |
| 2007            | Sands of Oblivion                 | Alice Carter                                 |                                                  |
| 2008            | Dirt                              | Claire Leland                                | Tập: "And the Winner Is"                         |
| 2008            | Numb3rs                           | Lynn Potter                                  | Tập: "Blowback"                                  |
| 2009            | Medium                            | Brooke Hoyt                                  | Tập: "All in the Family"                         |
| 2009–2011       | V                                 | Anna                                         | 22 tập                                           |
| 2010            | The Deep End                      | Beth Bancroft                                | Tập: "Unaired Pilot"                             |
| 2011            | Batman: The Brave and the Bold    | Cheetah (lồng tiếng)                         | Tập: "Triumvirate of Terror!"                    |
| 2011            | Look Again                        | Allison                                      |                                                  |
| 2011–2014       | The Mentalist                     | Erica Flynn                                  | 3 tập                                            |
| 2011–2013       | Homeland                          | Jessica Brody                                | 29 tập                                           |
| 2012–2013       | The Good Wife                     | Isobel Swift                                 | 2 tập                                            |
| 2014            | Warriors                          | Tory                                         | Thử nghiệm TV không được bán                     |
| 2014–2016, 2018 | The Flash                         | Gideon (lồng tiếng)                          | 12 tập                                           |
| 2014            | The Red Tent                      | Rachel                                       | 2 tập                                            |
| 2015–2019       | Gotham                            | Bác sĩ Leslie Thompkins                      | 75 tập                                           |